# Cecil J. Doty
Pour les articles homonymes, voir Doty.
Cecil John Doty est un architecte américain né en 1907 et mort en 1990. Connu pour sa participation à la Mission 66 du National Park Service, il travaille notamment sur l'Horace M. Albright Training Center, le Logan Pass Visitor Center ou le Tonto National Monument Visitor Center, aujourd'hui tous inscrits au Registre national des lieux historiques. Il est également à l'origine du Panther Junction Visitor Center et du Saddlehorn Visitor Center, des offices de tourisme agissant comme propriétés contributrices à des districts historiques inscrits.